# Río Huancané
Der Río Huancané ist ein 135 km langer linker Nebenfluss des Río Ramis im südamerikanischen Anden-Hochland der peruanischen Region Puno.

## Flusslauf
Der Río Huancané entspringt in einem Höhenkamm im Norden des Distrikts Muñani (Provinz Azángaro) auf einer Höhe von etwa 4700 m. Im Oberlauf heißt er Río Guanaco und Río Tarucani, im Mittellauf Río Putina. Er fließt in überwiegend südsüdöstlicher Richtung durch das Bergland der Provinzen San Antonio de Putina und Huancané. Bei Flusskilometer 70 mündet bei der Provinzhauptstadt Putina der Río Pongongoni linksseitig in den Fluss. Bei Flusskilometer 40, nahe der Ortschaft Huatasani, trifft der Río Tuyto von Südosten kommend auf den Fluss. Dieser erreicht das Tiefland nordwestlich des Titicacasees. Bei Flusskilometer 12 liegt die Provinzhauptstadt Huancané einen Kilometer östlich des Flusslaufs. Der Río Huancané mündet schließlich in den Río Ramis, 8 km oberhalb dessen Mündung in den Titicacasee.

## Hydrologie
Der Río Huancané entwässert ein Areal von 3545 km² in den Provinzen Azángaro, San Antonio de Putina und Huancané. Ein Großteil des Jahresabflusses entfällt auf das erste Quartal mit einem mittleren Abfluss von etwa 50 m³/s. Bei Hochwasser können die Abflüsse bei über 145 m³/s liegen. Insbesondere in den Sommermonaten führt der Fluss nur wenig Wasser, im Schnitt etwa 2 m³/s. Das Einzugsgebiet grenzt im Osten an das des Río Suches, im Norden und Westen an das des Río Ramis.